# Lumeares
Lumeares (llamada oficialmente San Salvador de Lumeares) es una parroquia del municipio español de La Teijeira, en la provincia de Orense, Galicia.

## Organización territorial
La parroquia está formada por siete entidades de población, constando cinco de ellas en el nomenclátor del Instituto Nacional de Estadística español:
- A Armada
- A Teixeira
- Cimadevila (Cima de Vila)
- Cobas (Covas)
- Cruz (A Cruz)
- Os Vázquez
- Soutelo

## Demografía
| Gráfica de evolución demográfica de Lumeares entre 2000 y 2023 |
|                                                                |
| Datos según el nomenclátor publicado por el INE.               |